# Montcel (Saboya)
Montcel (o Le Montcel) es una comuna francesa situada en el departamento de Saboya, de la región Auvernia-Ródano-Alpes.

## Demografía
| 389 | 379 | 357 | 420 | 568 | 731 | 830 | 968 |
| Para los censos de 1962 a 1999 la población legal corresponde a la población sin duplicidades (Fuente: INSEE [Consultar]) |     |     |     |     |     |     |     |